# فرضية تحول القطب الكارثية
إن فرضية التحول القطبي الكارثية هي نظرية هامشية تشير إلى حدوث تحولات سريعة جيولوجيا في المواقع الجغرافية النسبية للأقطاب في العصر الحديث ومحور دوران الأرض، مما خلق كوارث مثل الفيضانات والأحداث التكتونية.
هناك أدلة على المبادرة والتغيرات في الميل المحوري، ولكن هذا التغيير هو على نطاقات زمنية أطول بكثير ولا تنطوي على حركة نسبية من محور الدوران فيما يتعلق الكوكب. ومع ذلك، في ما يعرف باسم تجول القطبية الحقيقية، يمكن للأرض الصلبة تدوير فيما يتعلق محور تدور ثابتة. وتبين البحوث أنه خلال السنوات ال 200 مليون الماضية حدث تجول قطبي حقيقي يبلغ نحو 30 درجة، ولكن لم يتم العثور على تحولات سريعة فائقة في قطب الأرض خلال هذه الفترة. معدل مميّزة من يصحّ تجول قطبيّة 1° أو أقلّ لكلّ مليون سنون. بين تقريبا 790 و810 مليون سنة مضت، عندما وجدت رودينيا القارة العظمى، قد حدثت مرحلتين سريعتين جيولوجيا من تجول قطبي حقيقي. في كل من هذه، تحولت القطبين المغناطيسي للأرض بنحو 55° - من تحول كبير في القشرة.

## تعريف وتوضيح
يتم تعريف الأقطاب الجغرافية من خلال النقاط على سطح الأرض التي تتقاطع بمحور الدوران. تصف فرضية التحول القطبي تغيرًا في موقع هذه الأقطاب فيما يتعلق بالسطح الكامن - وهي ظاهرة متميزة عن التغيرات في الاتجاه المحوري فيما يتعلق بسطح الاقطب الذي يسببه السبق والجوزة، وهو حدث مضخم للتجول القطبي الحقيقي.
لا ترتبط فرضيات التحول القطب مع التكتونية لوحة، ونظرية مقبولة جيدا الجيولوجية أن سطح الأرض يتكون من لوحات الصلبة التي تتحول على اللزوجة، أو asthenosphere شبه فلوريد. ولا مع الانجراف القاري، والنتيجة الطبيعية لطبق التكتونية التي تحافظ على أن مواقع القارات قد تحركت ببطء على وجه الأرض، مما أدى إلى الناشئة التدريجي وتفكك القارات والمحيطات على مدى مئات الملايين من السنين.
فرضيات التحول القطب ليست هي نفسها عكس المغنطيسية الأرضية، عكس دورية للمجال المغناطيسي للأرض (التبديل الفعال القطبين المغناطيسيين الشمال والجنوب).

## تاريخ المضاربة
في الأدب الشعبي، تم اقتراح العديد من التخمينات التي تنطوي على تحول قطبي سريع جدا. ومن شأن التحول البطيء في القطبين أن يعرض التغييرات الطفيفة ولا التدمير. ويفترض رأي أكثر دراماتيكية حدوث تغييرات أسرع، مع تغييرات جذرية في الجغرافيا والمناطق المحلية من الدمار بسبب الزلازل وأمواج تسونامي.

### مؤيدون أوائل
ويمكن العثور على ذكر مبكر من التحول من محور الأرض في المادة 1872 بعنوان «الجدول الزمني التاريخي للمكسيكيين» من قبل تشارلز إتيان براسور دي بوربورغ، وهو متخصص في الاقديس أمريكا الوسطى الذي فسر الأساطير المكسيكية القديمة كدليل لأربع فترات من الكارثيات العالمية التي بدأت حوالي 10500 قبل الميلاد. في عام 1889، تخيل جول فيرن العواقب المحتملة للتحول الصناعي القطب. في عام 1948، تقدم هيو أوشينكلوس براون، وهو مهندس كهربائي، بفرضية تحول قطبي كارثي. كما جادل براون بأن تراكم الجليد في القطبين تسبب في البقشيش المتكرر للمحور، وتحديد دورات ما يقرب من سبعة آلاف سنة.
في عمله المثير للجدل عام 1950 عوالم في تصادم، افترض إيمانويل فيليكوفسكي أن كوكب الزهرة خرج من المشتري كمذنّب. وخلال نهجين قريبين مقترحين في حوالي 1450 قبل الميلاد، اقترح أن اتجاه دوران الأرض قد تغير بشكل جذري، ثم عاد إلى اتجاهه الأصلي على الممر التالي. ومن المفترض أن هذا الاضطراب تسبب في الزلازل وموجات تسونامي وفترق البحر الأحمر. وعلاوة على ذلك، قال إن قرب الضياع من قبل المريخ بين عامي 776 و687 قبل الميلاد تسبب أيضا في تغير محور الأرض ذهابا وإيابا بمقدار عشر درجات. واستشهد فيليكوفسكي بسجلات تاريخية لدعم عمله، على الرغم من أن الأوساط العلمية سخرت من دراسته بشكل عام.
تشارلز هابغود هو الآن ربما أفضل مؤيد في وقت مبكر تذكر. في كتبه «القشرة المتحولة للأرض» (1958) (والتي تتضمن مقدمة من قبل ألبرت أينشتاين) ومسار القطب (1970)، تكهن هابغود بأن الكتلة الجليدية القطبية المتراكمة يزعزع دوران الأرض، مما تسبب في تشريد القشرية ولكن لا يزعج اتجاه الأرض المحوري. وجادل هابغود بأن التحولات (التي لا تزيد عن 40 درجة) تحدث كل 5000 سنة تقريباً، مما عرقل فترة الاستقرار القطبي التي تمتد من 20.000 إلى 30.000 سنة. وأشار إلى المواقع الأخيرة في القطب الشمالي في خليج هدسون (60 درجة شمالًا، 73 درجة غربًا)، والمحيط الأطلسي بين أيسلندا والنرويج (72 درجة شمالًا، 10 درجة شرقًا) ويوكون (63 درجة شمالًا، 135 درجة غربًا). ومع ذلك، في عمله اللاحق «مسار القطب»، اعترف هابغود نقطة آينشتاين بأن وزن الجليد القطبي غير كافٍ لإحداث تحول قطبي. وبدلاً من ذلك، جادل هابغود بأن القوى المسببة يجب أن تكون موجودة تحت السطح. شجع هابغود أمين المكتبة الكندي راند فليم-اث على متابعة الأدلة العلمية التي تدعم ادعاءات هابغود. نشر فليم-اث نتائج هذا العمل في عام 1995 في عندما سقطت السماء شارك في كتابتها مع زوجته روز.
في أوائل الستينات، كتب تشان توماس كتابًا بعنوان قصة آدم وحواء وحاول نشره من قبل دار إيمرسون في لوس أنجلوس. ومع ذلك، قبل أن يتم نشرها في الواقع، قامت وكالة الاستخبارات المركزية بفرض رقابة على كتابه لمدة 50 عامًا. توماس نشرت في وقت لاحق نسخة أقصر من كتابه الأصلي في عام 1993 من خلال البنغال تايجر برس. قدم منظرو الصدفة دعوى قضائية ضد وكالة المخابرات المركزية لإصدار الكتاب. في عام 2013، أصدرت وكالة المخابرات المركزية نسخة أقصر من الكتاب الأصلي (50 صفحة من أصل 240 صفحة أصلية).
في عام 1974، قام فلافيو باربييرو، وهو مهندس ومستكشف، ببلورة أن تغيير محور الأرض حدث قبل 11.000 سنة وتسبب في ما تم تسجيله لاحقًا في الأسطورة كدماح أتلانتس ومو. وأشار إلى أن التحول ربما كان سببه تأثير مُتبلِد على سطح الأرض وأن الموقع الحالي لأطلانتس يجب أن يُسعى إليه تحت الغطاء الجليدي في القطب الجنوبي.

### تخمينات أخيرة
وقد قدم العديد من المؤلفين حججا علمية زائفة لهذه الفرضية، بما في ذلك الصحفية وعشاق العصر الجديد روث شيك مونتغمري، المتشككون المضادة التي تجمع بين هذه الأعمال التكهنات، وعمل الوسطاء، والفولكلور الحديث، في حين تجنب إلى حد كبير أي جهد في العلوم الأساسية من خلال محاولة دحض نظريتهم الخاصة.

## بحث علمي
في حين أن هناك دراسات ذات سمعة طيبة تبين أن التجول القطبي الحقيقي قد حدث في أوقات مختلفة في الماضي، فإن المعدلات أقل بكثير (1 درجة في المليون سنة أو أبطأ) مما توقعته فرضية التحول القطبي (تصل إلى 1 درجة في الألف سنة). تحليل الأدلة لا يعطي مصداقية إلى هابغود يفترض النزوح السريع لطبقات الأرض. تشير البيانات إلى أن القطبين الجغرافيين لم ينحرفا بأكثر من 5 درجة على مدى الـ 130 مليون سنة الماضية، مما يناقض فرضية حدوث تجول قطبي كارثي. وقد تم قياس أكثر سرعة الماضي الحوادث الممكنة من تجول قطبي حقيقي: من 790 إلى 810 مليون سنة مضت، تجول قطبي حقيقي من حوالي 55 درجة قد حدثت مرتين.